# Gewoon puntmos
Gewoon puntmos (Calliergonella cuspidata) is een soort uit het geslacht puntmos (Calliergonella). De soort groeit het liefst op natte, soms drassige grond. Het is niet ongebruikelijk om het te vinden op vochtige, voedselrijke grond en op rotsen. Ook kan het ruderaal voorkomen. 

## Determinatie
Gewoon puntmos is een slaapmos dat matten vormt. Kenmerkend voor deze soort zijn de bladeren, die aan de uiteinden van de stengels vaak naar boven wijzen en vaak tot een rechte, iets stekende punt zijn opgewonden. De stengels bereiken een lengte tot 15 cm en is lichtgroen tot goudgroen, vaak bruinachtig of roodachtig. De blaadjes zijn 2–3 mm lang en breed eivormig en niet erg scherp gepunt. De bladcellen zijn prosenchymatisch, de bladvleugelcellen zijn gedifferentieerd. Een nerf ontbreekt of is kort en dubbel.

## Ecologie
Gewoon puntmos heeft een zeer brede ecologische amplitude. Ze komt veel voor in extensief beheerde graslanden, broekbossen en op oevers, het gaat vooral om standplaatsen waar de vochtigheid sterk wisselt gedurende het jaar. De soort groeit normaal gesproken terrestrisch, maar incidenteel kan het ook epifytisch op stamvoeten of op dood hout worden aangetroffen. Gewoon puntmos kan in schraalgraslanden zeer dominant in de moslaag worden als er sprake is van verdroging en lichte eutrofiëring. Het is gevoelig voor verzuring, maar niet voor vermesting en verdroging.

## Verspreiding
Gewoon puntmos kent een nagenoeg kosmopolitische verspreiding. Het komt voor op het hele noordelijk halfrond, maar ook in Zuid-Amerika, Australië en Nieuw-Zeeland. In Nederland is de soort zeer algemeen.

## Fotogalerij

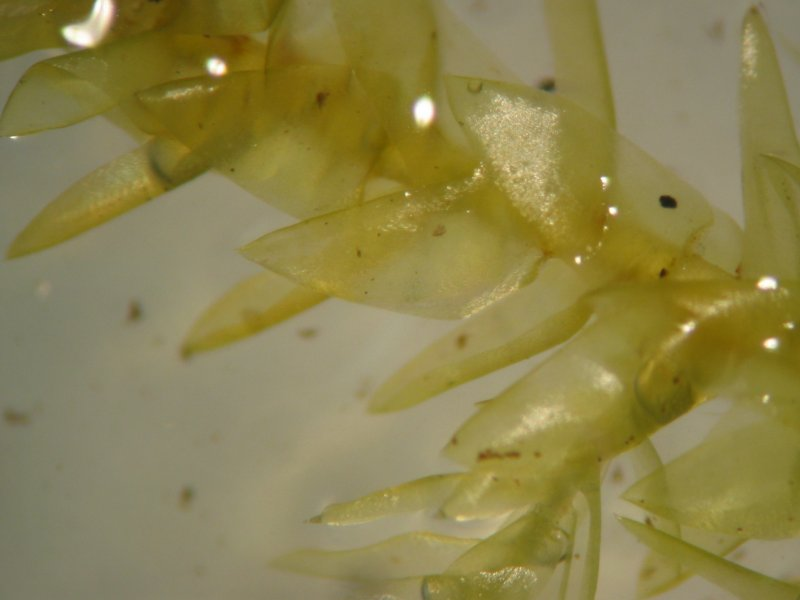
Spitsvormige bladeren
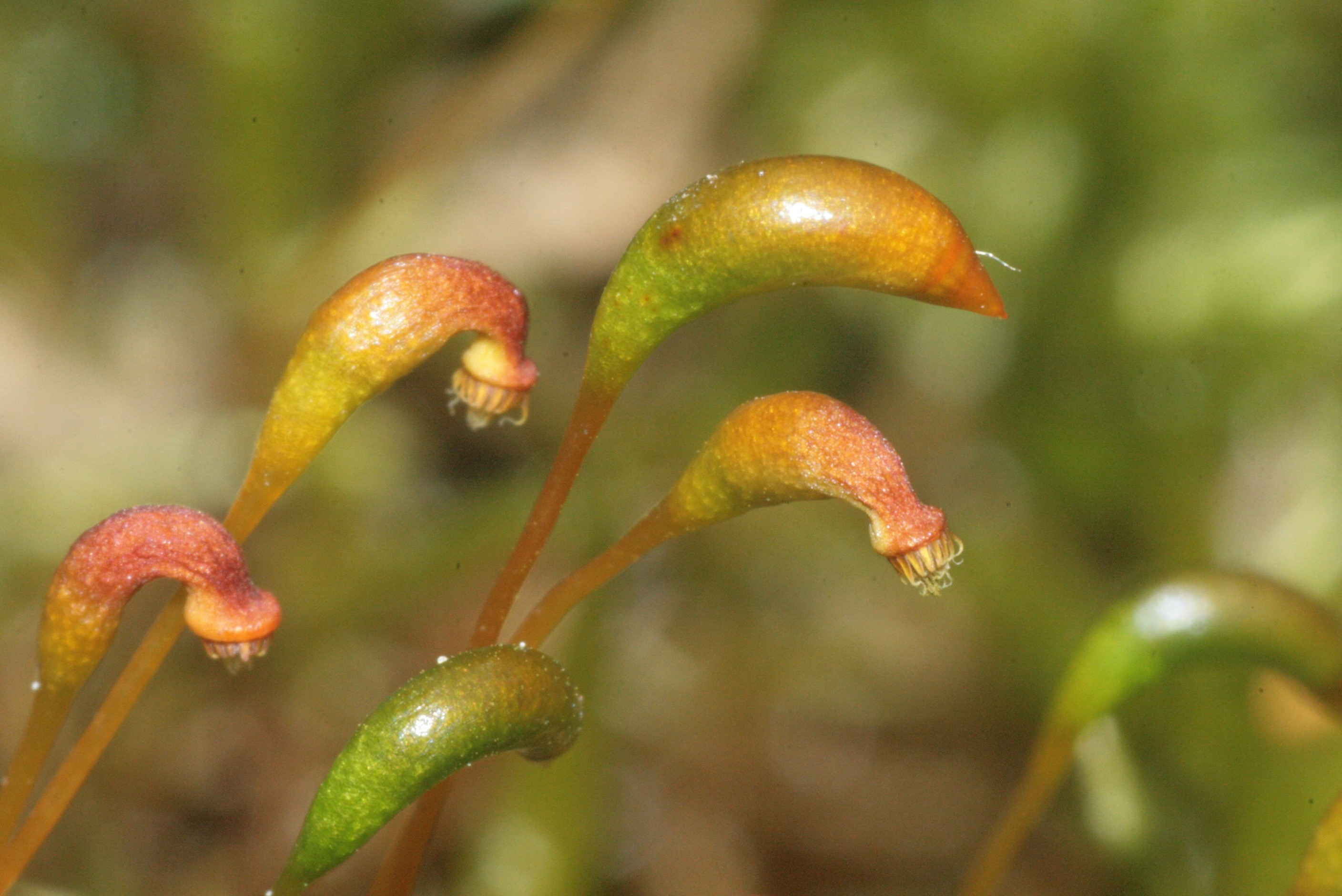
Sporenkapsels
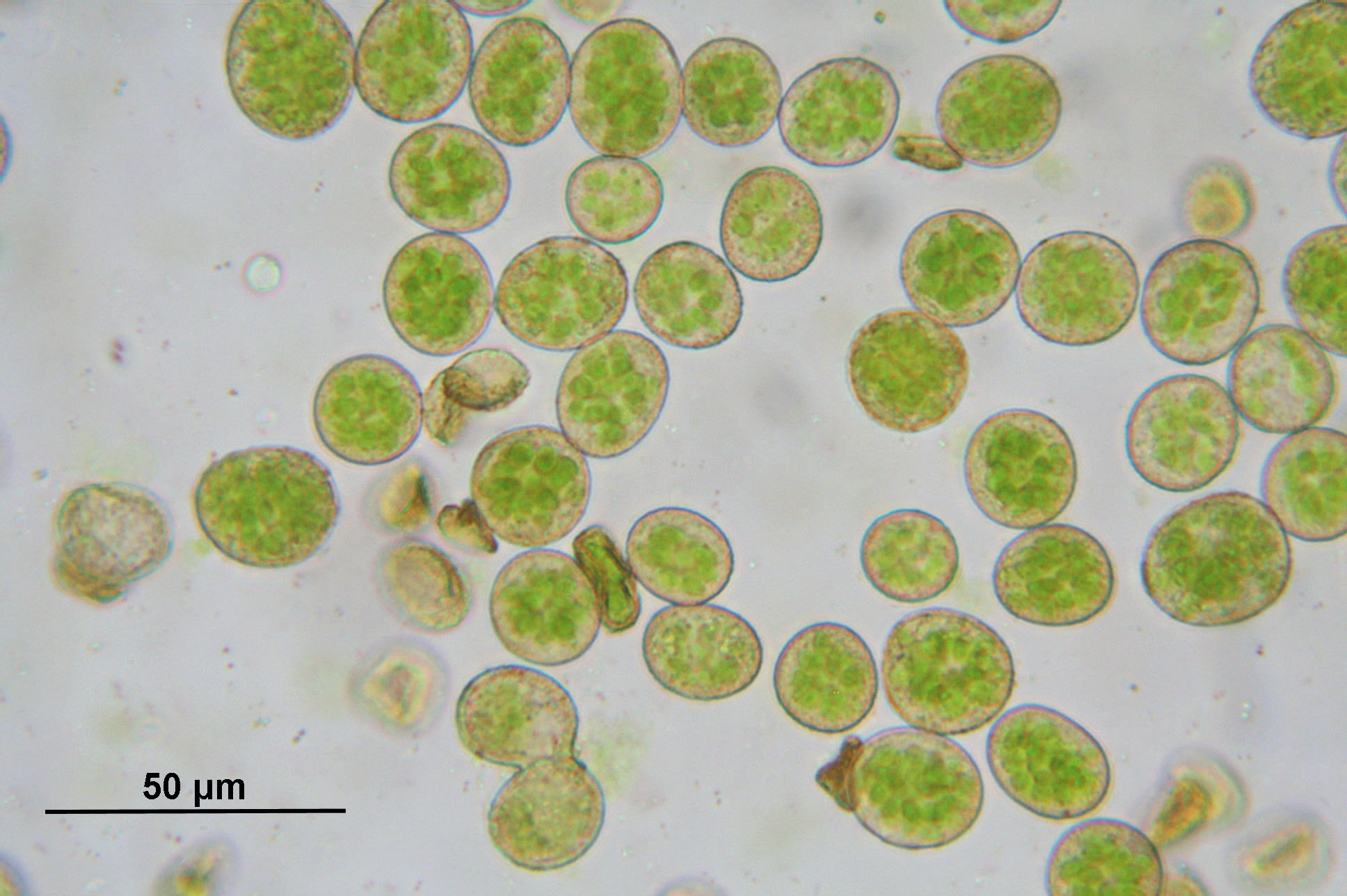
Sporen